# 国鉄3010形蒸気機関車

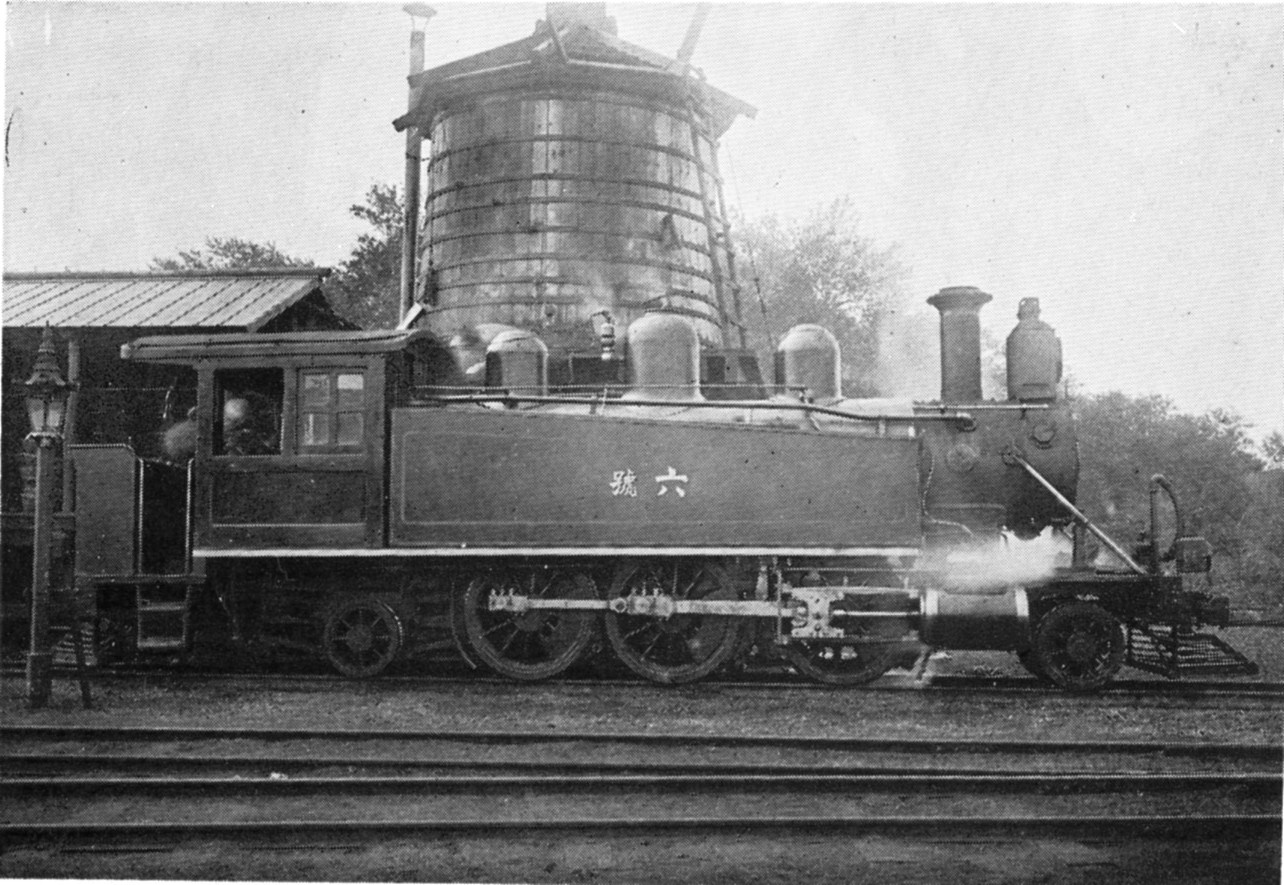
北海道官設鉄道 6（後の鉄道院 3010）

3010形は、かつて日本国有鉄道の前身である鉄道院、鉄道省に在籍したタンク式蒸気機関車である。

## 概要
元は、北海道庁鉄道部（北海道官設鉄道）が1897年（明治30年）にアメリカ合衆国のボールドウィン・ロコモティブ・ワークスから2両（製造番号15528，15529）を輸入した車軸配置2-6-2(1C1)単式2気筒の飽和式機関車で、1905年（明治38年）の北海道官設鉄道の国有鉄道への編入にともなって、国有鉄道籍を得たものである。メーカーでの種別呼称は10-24 1/4D。北海道官設鉄道時代はD1形（6，7）と称したが、官設鉄道（鉄道作業局）編入後はBa形と称した。1909年（明治42年）の鉄道院の車両称号規程制定にともなって、3010形（3010，3011）と改番された。
形態的には、山陽鉄道が導入した10形（鉄道院950形）や台湾総督府鉄道のE14形に同調しており、これに動軸1軸を増やし全長を伸ばした印象で、運転室の後方が開放され、炭庫が独立して設けられているのが特徴的である。側水槽は上面が緩やかなスロープとなっている。ボイラーはストレートトップ型で、第2缶胴上に蒸気ドーム、第1・第3缶胴上に砂箱が設けられている。
両車は、北海道炭礦鉄道の手宮工場と北海道官設鉄道の滝川仮工場で組み立てられ、1898年（明治31年）4月から上川線で使用が開始された。国有鉄道編入後も北海道内で使用され、1923年（大正12年）12月に廃車解体された。

### 主要諸元
- 全長：10,757mm
- 全高：3,505mm
- 全幅：2,477mm
- 軌間：1,067mm
- 車軸配置：2-6-2(1C1)
- 動輪直径：1219mm
- 弁装置：スチーブンソン式アメリカ型
- シリンダー（直径×行程）：356mm×508mm
- ボイラー圧力：10.5kg/cm2
- 火格子面積：1.11m2
- 全伝熱面積：83.8m2
  - 煙管蒸発伝熱面積：77.9m2
  - 火室蒸発伝熱面積：5.9m2
- ボイラー水容量：2.6m3
- 小煙管（直径×長サ×数）：50.8mm×4,039mm×121本
- 機関車運転整備重量：40.84t
- 機関車空車重量：33.42t
- 機関車動輪上重量（運転整備時）：30.04t
- 機関車動輪軸重（第2動輪上）：12.61t
- 水タンク容量：4.53m3
- 燃料積載量：1.14t
- 機関車性能
  - シリンダ引張力：4,710kg
- ブレーキ装置：手ブレーキ、真空ブレーキ